# Mitochondriales DNA-Depletionssyndrom
Mitochondriales DNA-Depletionssyndrom (MDS) bezeichnet das klinische Bild einer Erkrankung, bei der die Zahl an Kopien von mitochondrialer DNA (mtDNA) in den Mitochondrien der Zellen betroffener Gewebe stark vermindert ist.
Bei unter 30 % des normalen Gehalts an mtDNA spricht man von einer mtDNA-Depletion. Dieser Mangel zeigt sich abhängig vom betroffenen Gewebe mit verschiedenen Anzeichen bzw. in klinisch unterschiedlichen Formen des Syndroms. Als primäre Ursache eines MDS sind eine Reihe angeborener Mitochondriopathien bekannt, bei denen jedoch nicht die mitochondriale DNA, sondern die nukleäre DNA im Zellkern an bestimmten Genorten Mutationen aufweist. Diese Gene liegen auf verschiedenen Chromosomen und kodieren für Proteine, welche im Mitochondrium für dessen DNA-Replikation benötigt werden.
Daneben kann ein verringerter Gehalt an mtDNA auch sekundär verursacht sein durch eine sporadische Einschlusskörpermyositis oder iatrogen infolge einer Behandlung mit Nukleosidanaloga.

## Pathologie
Primäre Erkrankungsursache sind Mutationen in Genen des Zellkernes, die für Proteine kodieren, welche in den Mitochondrien für die Replikation und die Bereitstellung von DNA-Bausteinen benötigt werden.

## Verbreitung
Die Häufigkeit ist nicht bekannt, das Krankheitsbild ist eventuell nicht selten und tritt familiär gehäuft auf. Eine autosomal-rezessive Vererbung ist möglich.

## Einteilung
Das klinische Erscheinungsbild ist uneinheitlich und vom betroffenen Gen abhängig und kann gewebespezifisch oder multisystemisch sein. Hauptmerkmale sind Beginn im frühen Kindesalter, Schwäche, Muskelhypotonie und Entwicklungsverzögerung.
Folgende Formen können unterschieden werden:
- hepato-zerebrale Form, Mutationen im DGUOK-, MPV17-, POLG- oder C10orf2-Gen, frühzeitig einsetzende Leberfunktionsstörung und neurologische Beteiligung
- myopathische Form, auch benigne myopathische Form mit späterem Beginn, Mutationen im TK2-Gen, Hypotonie und Muskelschwäche bereits in den ersten beiden Lebensjahren
- kardiomyopathische Form
- enzephalomyopathische Form, Mutationen im SUCLA2-, SUCLG1- oder RRM2B-Gen (die mit der Succinyl-CoA-Synthetase verbunden sind) Hypotonie und neurologische Auffälligkeiten während der Kindheit
- neurogastrointestinale Form, mitochondriale neurogastrointestinale Enzephalopathie (MNGIE), Mutationen im TYMP-Gen, zunehmende gastrointestinale Funktionsstörung und periphere Neuropathie mit Auftreten vor dem 20. Lebensjahr

## Klinische Erscheinungen
Klinische Kriterien sind:
- Muskelhypotonie in der frühen Kindheit
- Entwicklungsverzögerung
- Laktatazidose und erhöhte Kreatinkinase (CK) im Blutserum

Mitunter besteht eine schwere Hepatopathie oder eine Störung der Nierenfunktion renale Störung wie beim De-Toni-Fanconi-Syndrom.
Die Diagnose wird durch Nachweis einer verminderten Aktivität der Atemkette und eines niedrigen mtDNA/nDNA-Verhältnisses bestätigt.

## Typisierung
Auf der Basis beschriebener Genmutationen beschrieben ist folgende Typierung gebräuchlich:
- MTDPS1, Mitochondrial DNA depletion syndrome 1 (MNGIE type), Mutationen im TYMP-Gen auf Chromosom 22 Genort q13.33[4]
- MTDPS2, Mitochondrial DNA depletion syndrome 2 (myopathic type), Mutationen im TK2-Gen auf Chromosom 16 an q21, das für die zellkern-kodierte Desoxythymidin-Kinase kodiert[5]
- MTDPS3, Mitochondrial DNA depletion syndrome 3 (hepatocerebral type), Mutationen im DGUOK-Gen auf Chromosom 2 an p13.1, das für die zellkern-kodierte mitochondriale Desoxyguanosin-Kinase kodiert[6]
- MTDPS4, Mitochondrial DNA depletion syndrome 4A (Alpers type) und Mitochondrial DNA depletion syndrome 4B (MNGIE type), Mutationen im POLG-Gen auf Chromosom 15 an q26.1[7][8]
- MTDPS5, Mitochondrial DNA depletion syndrome 5 (encephalomyopathic with or without methylmalonic aciduria), Mutationen im SUCLA2-Gen auf Chromosom 13 an q14.2[9]
- MTDPS6, Mitochondrial DNA depletion syndrome 6 (hepatocerebral type), Mutationen im MPV17-Gen auf Chromosom 2 an p23.3[10]
- MTDPS7, Mitochondrial DNA depletion syndrome 7 (hepatocerebral type), Mutationen im TWNK-Gen auf Chromosom 10 an q24.31[11]
- MTDPS8, Mitochondrial DNA depletion syndrome 8A (encephalomyopathic type with renal tubulopathy) und Mitochondrial DNA depletion syndrome 8B (MNGIE type), Mutationen im RRM2B-Gen auf Chromosom 8 an q22.3[12]
- MTDPS9, Mitochondrial DNA depletion syndrome 9 (encephalomyopathic type with methylmalonic aciduria), Mutationen im SUCLG1-Gen auf Chromosom 2 an p11.2[13]
- MTDPS11, Mitochondrial DNA depletion syndrome 11, Mutationen im MGME1-Gen auf Chromosom 20 an p11.23[14]
- MTDPS12, Mitochondrial DNA depletion syndrome 12A (cardiomyopathic type), Mutationen im SLC25A4-Gen auf Chromosom 4 an q35.1, autosomal-dominant[15] und autosomal-rezessiv[16]
- MTDPS13, Mitochondrial DNA depletion syndrome 13 (encephalomyopathic type), Mutationen im FBXL4-Gen auf Chromosom 6 an q16.1-q16.2[17]
- MTDPS14, Mitochondrial DNA depletion syndrome 14 (encephalocardiomyopathic type), Mutationen im OPA1-Gen auf Chromosom 3 an q29[18]
- MTDPS15, Mitochondrial DNA depletion syndrome 15 (hepatocerebral type), Mutationen im TFAM-Gen auf Chromosom 15 an q21.1[19]

## Heilungsaussicht
Die Prognose ist ungünstig, die Kinder versterben meist in den ersten Lebensjahren.

## Geschichte
Das Mitochondriale DNA-Depletionssyndrom wurde im Jahre 1991 durch C.T. Moraes und Mitarbeiter ursprünglich als kongenitale Myopathie oder Hepatopathie beschrieben.